# 权基玉
权基玉（英語：Kwon Ki-ok, 1901年1月11日—1988年4月19日），韓國獨立運動革命家、飛行員。她在韓國作為女性飛行員的先驅以及韓國獨立運動者而為人所知，為韓國的空軍之母。

## 生平
1901年出生于平安南道平壤，幼名葛禮。其父權敦珏，為沒落兩班，母張文明，權基玉為家中次女。1913年进入崇贤小学，毕业后进入崇义女性高等普通学校。在1917年觀賞到美國特技飛行員亞德·史密斯在平壤綾羅島進行的飛行表演後，立志成為飛行員。
1919年因参与三一运动被捕，3週後獲釋。出獄後被指控與平壤青年協會有關連而再度遭到逮捕，此次被關監6個月，在遭到日本收監期間，她與大韓民國臨時政府開始進行接觸。1920年出獄後乘船轉赴中国，投奔韓國獨立運動家曹晚植。權基玉到中國後，向臨時政府議政院院長孫貞道提議成為飛行員，藉由韓國獨立運動者的協助，權基玉轉入杭州由美國傳教士開辦的弘道女中繼續就學，習得英文與中文。
1923年，權基玉得到大韓民國臨時政府協助，向中國開辦的航空學校申請就學。保定航空學校與南苑航空學校以她的性別為由拒絕入學，廣東航空學校在當時還在籌辦中，沒有飛機可以提供教育所用。最後她取得了大韓民國臨時政府國務總理盧伯麟、韓國獨立運動家李始榮、前雲南講武堂教官方聲濤等人的介紹信，與李英茂、李春、张志日等幾位有志學習飛行的韓國人在1923年12月從越南輾轉進入雲南省省會昆明，向雲南省的掌權者中華民國軍政府總司令唐继尧交涉，唐繼堯允許這幾位韓國人插班入學進入雲南航空學校接受飛行訓練，為雲南航校飛行科第一期生。雖然是半途插班，但是權基玉以優異表現完成飛行教育課程，並在1925年2月28日畢業。畢業後，在航校校長劉沛泉的請託下，權基玉短暫留駐在雲南航校擔任助教。但是在5月份離開雲南，返回上海。
回到上海的權基玉，原先計畫加入廣州國民政府，但是後來受到義烈團孫斗煥的招攬介紹，加入北京政府馮玉祥的西北軍航空隊，1926年4月20日被任命為西北軍航空隊副飛行員。由於馮玉祥在反奉戰爭遭到擊敗失去在北京政府的主導權，航空隊在1926年易主至吳佩孚所統制。
1927年，以新桂系部隊為主的北伐軍攻入杭州，軍心不穩的航空隊在陳棲霞與劉沛泉的遊說下投降國民革命軍。北伐軍以此為基礎建立了國民革命軍東路軍航空司令部，白崇禧任命劉沛泉為東路軍航空司令。成為東路軍飛行員，權基玉在此時結識韓國飛行員崔用德、韓國軍官金弘壹，並與他們成為莫逆之交。隨後東路軍航空司令部改組，權基玉在航空司令部第二隊（隊長歐陽璋）服役，作為國民革命軍的飛行員，權基玉參與了北伐戰爭第二階段中，於津浦鐵路的一系列戰役，為北伐战争中唯一参战的女飞行员。國民政府改組後，權基玉繼續在南京國民政府所轄的國民革命軍航空處服役。1929年6月4日被委任為國民政府航空署航空第一隊上尉觀察師。。
1928年1月，權基玉在南京曾遭到日本逮捕入獄關押在日本上海領事館內，但是在中國方面運作下很快獲釋。同年2月29日，與韓國軍官李相定結婚。
1930年，晉升空軍少校。權基玉的飛行員經歷主要都是在航空第一隊服務，至1933年7月轉為航空署教育科編課員，隔年成為航空委員會第三處第八科科員，離開飛行線轉入地勤。
1937年七七事变爆發後，權基玉與國民政府一同撤往重慶，她在重慶期間擔任陸軍參謀大學教官，教授英語、日語，以及日軍研析等。在重慶期間，權基玉重建在臨時政府下失去運作能力的韓國愛國婦女會。在1943年8月，成為韓國臨時政府空軍設計委員，此時她和崔用德合作，規劃在中華民國空軍中以中國與美國的軍援機建立一支以韓國飛行員構成的作戰中隊，但該計畫未能成案。
第二次世界大战结束後，1949年權基玉返回朝鲜半岛，擔任國防委員會專家委員，協助建立韩国空军。朝鲜战争中担任韩国国防部常务委员，韓戰結束後，於1957年至1972年擔任「韓國年鑑」發行人，也是當時少有的女性出版商。1966年至1975年担任中韩文化协会副会长。
1977年，獲頒韩国建国勋章。
1988年4月19日在漢城（現首尔）逝世，享年87岁。葬于国立首尔显忠院。

## 延伸阅读
- Im, Bok-nam, , Small Seed, ISBN 89-90787-51-3